# Orozko
Orozko en basque ou Orozco en espagnol est une commune de Biscaye dans la communauté autonome du Pays basque en Espagne.
Le nom officiel de la ville est Orozko.

## Géographie

### Quartiers
Les quartiers principaux d'Orozko sont Albizuelexaga, Arbaitza, Bengoetxea, Gallartu, Ibarra, Murueta, Urigoiti et Zubiaur (quartier principal, mairie).
Les autres petits quartiers sont Aranguren,Arrugeta, Atxondo, Beraza, Egurtu, Goikiria, Isasi, Jauregia, Katadio, Mantzarbeiti, Murueta, Olarte, Pagazaurtundua, Ugalde, Urrexola, Usabel, San Martin, Sautu et Zaloa.

### Sources et bibliographie
- (es) Cet article est partiellement ou en totalité issu de l’article de Wikipédia en espagnol intitulé « Orozco (Vizcaya) » (voir la liste des auteurs).
- Paseos por Orozko ibillaldiak, 1997
- Mercedarias de Orozko, Historia del convento “Jesús María” de Ibarra, 1998
- Orozko en la Baja Edad Media, 1999
- Orozko 1650-1700: la estructura eclesiástica, 2000
- Olarte (Orozko), siglo XVI, 2003
- Etxe izenak Orozkon, 2005
- Orozko 1507-1568: ¿Araba o Bizkaia?, 2006